# سیارک ۷۹۱۴۹
سیارک ۷۹۱۴۹ (به انگلیسی: 79149 Kajigamori، نامگذاری:1992UR4) هفتاد و نه هزار و صد و چهل و نهمین سیارک کشف شده‌است که در ۲۷ اکتبر ۱۹۹۲ کشف شد.